# Навіть по-аргентинськи
«Навіть по-аргентинськи» (англ. Down Argentine Way) — американський комедійний мюзикл режисера Ірвінга Каммінгса 1940 року.

## Сюжет
Молодий нащадок багатого аргентинського олігарха Ріккардо приїжджає в Нью-Йорк, щоб продати деяких призових коней зі стайні свого батька. Батько Дон Дієго Кінтана, у вигляді напуття, дав жорстку вказівку не продавати коней родині Кроуфорд, чий представник його колись обдурив. І треба ж було такому трапитися, що Ріккардо знайомиться і закохується як раз в представницю цієї самої сім'ї Гленду, яка до того ж дуже хоче придбати одну зі скакових коней. Дізнавшись, що дівчина виходить з нещасливої сім'ї, Ріккардо відмовляється продавати коня і поспішно повертається додому.

## У ролях
- Дон Амічі — Ріккардо Кінтана
- Бетті Грейбл — Гленда Кроуфорд, або Гленда Каннінгем
- Кармен Міранда — камео
- Шарлотта Ґрінвуд — Бінні Кроуфорд
- Дж. Керолл Нейш — Касіано
- Генрі Стівенсон — Дон Дієго Кінтана
- Кей Елдридж — Хелен Карсон
- Леонід Кінскі — Тіто Акуна
- Кріс-Пін Мартін — Естебан
- Роберт Конуей — Джиммі Блейк